# Kurt Wilhelm (Büttenredner)

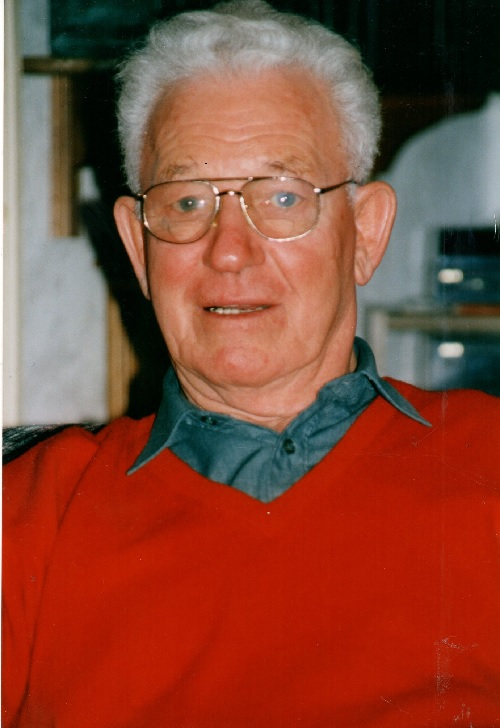
Kurt Wilhelm, privat

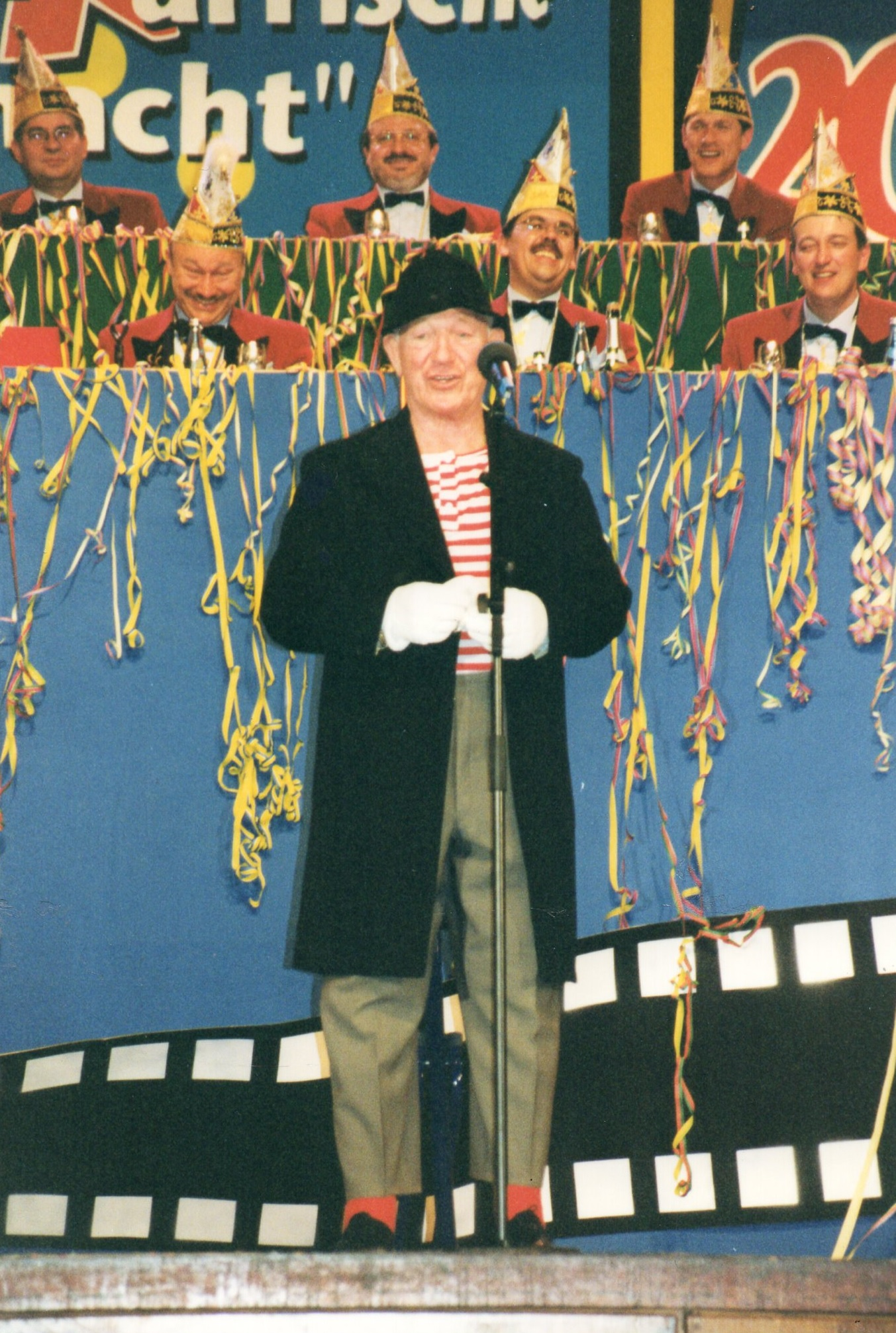
Kurt Wilhelm, auf der Bühne

Kurt Wilhelm (* 14. Mai 1924 in Mannheim; † 17. Oktober 2013) war ein deutscher Büttenredner. Er trug den Spitznamen „Groiner“.

## Karriere
Kurt Wilhelm entstammte einer Künstlerfamilie. Sein Vater war ein Artist auf dem Schlappseil und sein Onkel ein Komik-Jongleur. 1924 in Mannheim geboren, war er jahrelang bei der Heinrich Lanz AG, heute Teil von John Deere, als Former tätig, bis er in den Militärdienst eintrat und in Kriegsgefangenschaft geriet.
Wieder zu Hause, absolvierte er bei John Deere eine Ausbildung zum Gießereimeister, heiratete und zog mit seiner Frau 1964 nach Ketsch. Auch seine Frau lernte er durch die Fastnacht kennen. Sie tanzte in der Garde bei Blau-Weiß Wiesloch. Von den beiden Töchtern trat die ältere in die Fußstapfen ihres Vaters und stand bereits mit 6 Jahren in der Bütt. 1984 trat der Humorist in seinen  Ruhestand ein. Er trat jedoch weiterhin auf.
Seine Bekanntheit gewann Kurt Wilhelm jedoch in erster Linie durch seinen zweiten Beruf. Mit harmlosen Parodien hatte seine Karriere angefangen, bis er eines Tages von Adi Wagner vom Feurio Mannheim als Büttenredner vorgeschlagen wurde. Somit hatte seine damalige Humoristenkarriere begonnen. Durch viele TV-Auftritte wurde er zu einer der beliebtesten Kultfiguren der Kurpfälzer Fasnacht.
2013 verstarb Kurt Wilhelm nach langer Krankheit.

## Auszeichnungen
Im Laufe der Jahre erhielt er zahlreiche Auszeichnungen und Urkunden, darunter:
- nach 11 Jahren das „Goldene Vlies“
- nach 22 Jahren den „Goldenen Löwen“, die höchste Auszeichnung der Badisch-Pfälzischen Karnevalsvereinigung.
- nach 33 Jahren die „Goldene Bütt“ zum besten Büttenredner, verliehen in Pforzheim
- Hans-Maurer-Preis, Feuerio-Große Carnevalsgesellschaft 1898 Mannheim
- 1994: „Philippsburger Trommler“, KaGe Narhalla Philippsburg[5]
- 2005: „Goldenes Mikrofon“, Gesellschaft Zigeunerinsel Stuttgart 1910[6]